# 13743 Ривкін
13743 Ривкін (13743 Rivkin) — астероїд головного поясу, відкритий 17 вересня 1998 року.
Тіссеранів параметр щодо Юпітера — 3,616.